# Boulevard du Palais
Boulevard du Palais är en gata på Île de la Cité i Quartier Saint-Germain-l'Auxerrois och Quartier Notre-Dame i Paris 1:a och 4:e arrondissement. Gatan är uppkallad efter Palais de Justice. Boulevard du Palais börjar vid Quai de la Corse och Quai de l'Horloge och slutar vid Quai du Marché-Neuf 8 och Quai des Orfèvres. Boulevard du Palais utgör en länk mellan Pont au Change och Pont Saint-Michel.

## Bilder
| - Gatuskylt. - Wallace-fontänen vid Boulevard du Palais. - Sainte-Chapelle. - Palais de Justice. |

## Omgivningar
- Notre-Dame
- Sainte-Chapelle
- Marché aux fleurs Reine-Elizabeth-II
- Tour de l'Horloge du Palais de la Cité
- Rue de Lutèce

## Kommunikationer
- Tunnelbana – linje  – Cité
- Busshållplats Cité – Palais de Justice – Paris bussnät, linjerna 38 47 96

### Webbkällor
- ”Boulevard du Palais”. Le Paris pittoresque. https://www.paris-pittoresque.com/rues/19.htm. Läst 30 mars 2022.